# 구루메시
구루메시(일본어: 久留米市)는 일본 후쿠오카현 남부(지쿠고 지방)에 있는 도시이다. 후쿠오카시, 기타큐슈시의 뒤를 잇는 후쿠오카현 3위, 규슈 8위의 인구를 가진 도시이다. 후쿠오카현 남부, 사가현 동부에 걸치는 지쿠시평야의 최대 도시로 시정촌 제도가 도입된 1889년부터 시였다. 2001년에 특례시로 지정되었고 2005년 2월 5일에 주변 지역을 편입해 인구 30만 명을 돌파하였다. 2008년 4월 1일에 중핵시로 지정되었다. 시역은 구 미즈마군, 미이군, 우키하군에 해당하며 지쿠고 지방의 중심 도시이고 구루메시를 중심으로 독자적인 경제권을 형성하고 있다. 광역권 인구는 약 50만 명이다.

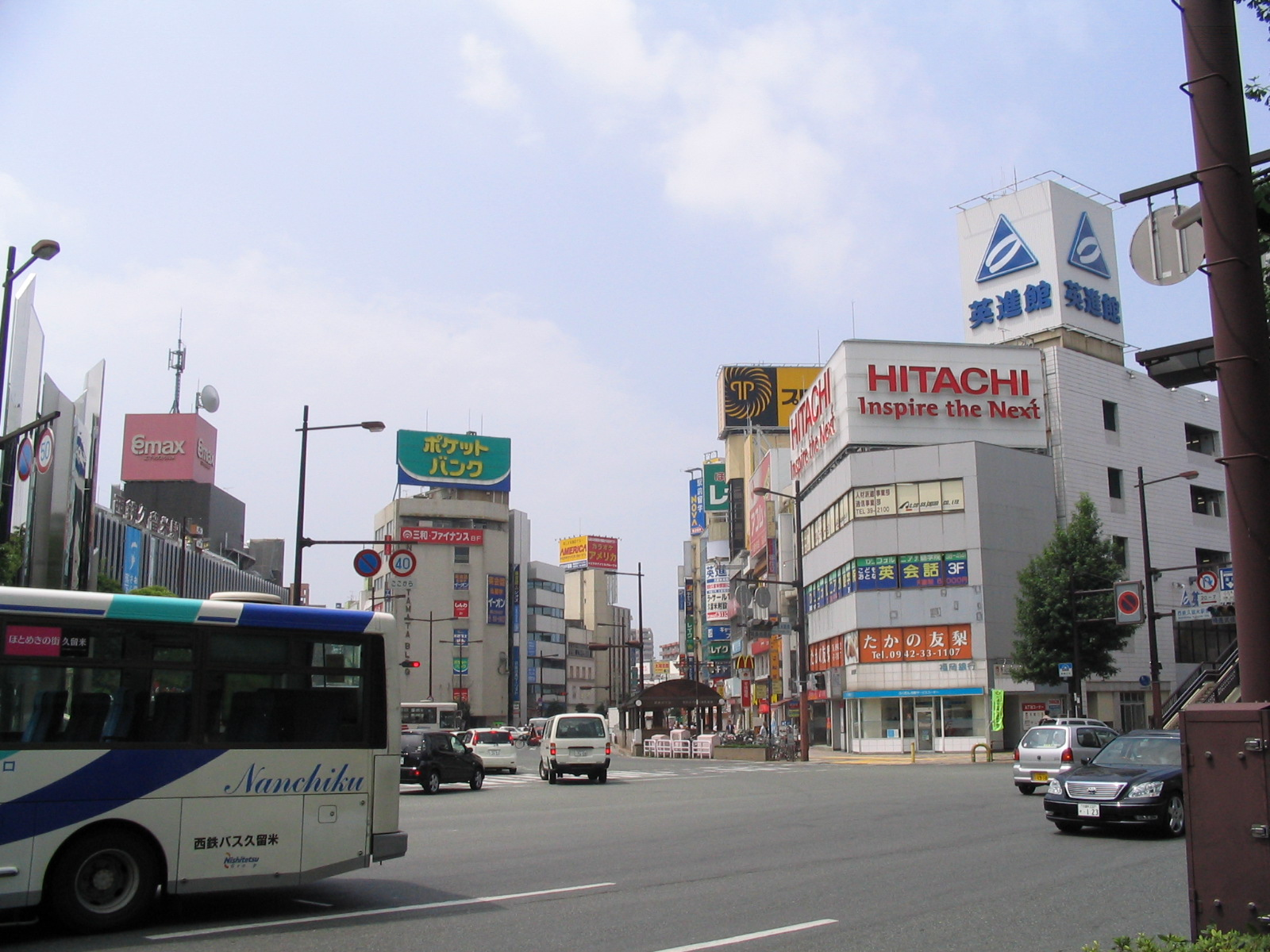
구루메 시가지

## 지리
후쿠오카현 남부의 지쿠고평야에 위치한다. 중심가인 니시테쓰쿠루메역부터 JR 구루메역에 걸친 일대는 후쿠오카시에서 약 40km 떨어진 곳에 위치하지만 2005년의 주변 자치체 편입으로 시역은 동서 약 32km, 남북 약 16km가 되어 동서로 길어졌다. 북동부에서 남서부에 걸쳐 지쿠고강이 흐른다. 거의 강을 따라서 경계가 늘어서 있고 지쿠고강이 시내를 가로지르는 부분은 적다. 남부에서 남동부는 미노 연산으로 불리는 산지이다.

### 인접한 자치체
- 후쿠오카현
  - 오고리시
  - 아사쿠라시
  - 지쿠고시
  - 오카와시
  - 우키하시
  - 미즈마군 오키정
  - 야메시
  - 야메군 히로카와정
  - 미이군 다치아라이정
- 사가현
  - 도스시
  - 간자키시
  - 미야키군 미야키정

## 역사
고대 일본의 율령제 하에서 제정된 율령국 중 하나인 지쿠고국의 국부가 놓인 이후 지쿠고국의 중심으로 번창하였다. 헤이안 시대 말기인 1164년에 히젠국의 호족 구사노씨가 입성한 이래 약 400년 간 북부의 야마모토군은 구사노씨가 지배했고 남부의 미즈마군은 야나가와의 가바이케씨가 지배했다. 에도 시대에 들어선 1621년에는 아리마 도요우지가 도쿠가와 가문에게 전공을 인정받아 단바국 후쿠치야마(현 후쿠치야마시)에서 구루메로의 영지가 가증 및 전봉된 이후 아리마씨의 통치에 의한 구루메번의 중심지가 되었다. 에도 시대에는 번의 식산흥업책으로 구루메병(久留米絣) 등을 생산하는 상업도시로 발전했다.
폐번치현으로 구루메현(→ 미즈마현)의 현청 소재지가 되었지만 1888년에 미즈마현이 후쿠오카현에 통합되었기 때문에 현청 소재지는 아니게 되었다. 1897년에 일본 육군 제12사단, 1907년에 제18사단의 주둔지가 들어서고 나서는 군사도시로 팽창하였고 1922년에 시작된 지카타비 생산이 고무 화학공업의 발전과 결합되었다. 태평양 전쟁 말기인 1945년 8월 11일에는 구루메 공습으로 사망자 212명, 소실 호수 4,506호가 발생했다.
- 1889년 4월 1일 - 시정촌제 시행과 함께 구루메시가 성립하였다.
- 1917년 10월 1일 - 도리카이촌을 편입하였다.
- 1923년 8월 1일 - 구시와라촌을 편입하였다.
- 1924년 11월 1일 - 고쿠부정을 편입하였다.
- 1943년 10월 1일 - 미이정을 편입하였다.
- 1951년 4월 1일 - 아이카와촌, 가미쓰아라키촌, 야마카와촌을 편입하였다.
- 1951년 6월 1일 - 고라우치촌을 편입하였다.
- 1958년 9월 1일 - 미야노진촌·야마모토촌을 편입하였다.
- 1960년 7월 1일 - 구사노정을 편입하였다.
- 1967년 2월 1일 - 지쿠호정을 편입하였다.
- 1967년 4월 1일 - 젠도지정을 편입하였다.
- 2001년 4월 1일 - 특례시가 되었다.
- 2005년 2월 5일 - 기타노정·미즈마정·조지마정·다누시마루정을 편입하였다.
- 2008년 4월 1일 - 중핵시가 되었다.

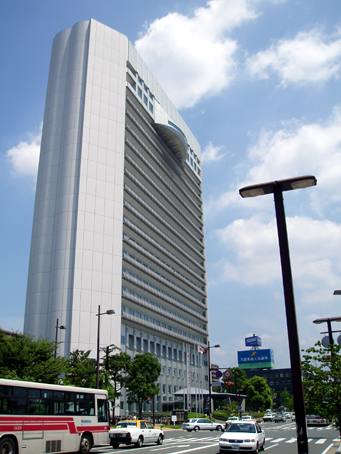
구루메시청

## 교통

### 철도
- 규슈 여객철도
  - 규슈 신칸센
    - 구루메역

  - 가고시마 본선
    - 구루메역~아라키역

  - 규다이 본선
    - 구루메역~구루메코코마에역~미나미쿠루메역~구루메다이가쿠마에역~미이역~젠도지역~지쿠고쿠사노역~다누시마루역
- 서일본 철도
  - 덴진오무타선
    - 미야노진역~구시와라역~니시테쓰쿠루메역~하나바타케역~시켄조마에역~쓰부쿠역~야스타케역~다이젠지역~미즈마역~이누즈카역

  - 아마기선
    - 미야노진역~고로마루역~갓코마에역~고간차야역~기타노역~오키역~가네시마역

### 도로
- 규슈 자동차도
- 국도 제3호선
- 국도 제209호선
- 국도 제210호선
- 국도 제264호선
- 국도 제322호선
- 국도 제385호선

주요 지방도
- 후쿠오카현도 제15호선
- 후쿠오카현도 제17호선
- 후쿠오카현도 제19호선
- 후쿠오카현도 제23호선
- 후쿠오카현도 제33호선
- 후쿠오카현도 제46호선
- 후쿠오카현도 제47호선
- 후쿠오카현도 제53호선
- 후쿠오카현도 제70호선
- 후쿠오카현도 제80호 아마기아사쿠라 다메시마루선
- 후쿠오카현도 제81호선
- 후쿠오카현도 제82호 구루메 다치바나선
- 후쿠오카현도 제83호선
- 후쿠오카현도 제84호선
- 후쿠오카현도 제86호선
- 후쿠오카현도 제88호 구루메 오고리선
- 후쿠오카현도 제89호선
- 후쿠오카현도 제99호선
- 후쿠오카현도 제151호 구사노 구루메선

### 버스
- 니시테쓰 버스 구루메
- 니시테쓰 버스 사가(일부 노선 한정)

## 교육
- 구루메 대학(久留米大学)
- 구루메 공업대학(久留米工業大学)
- 성 마리아 학원(사립대)
- 구루메 신아이 여자 전문대학(久留米信愛女学院短期大学)

## 인구
| 연도                         | 인구    | ±%    |
| ---------------------------- | ------- | ----- |
| 1960                         | 248,997 | —     |
| 1965                         | 248,963 | −0.0% |
| 1970                         | 255,203 | +2.5% |
| 1975                         | 265,132 | +3.9% |
| 1980                         | 280,291 | +5.7% |
| 1985                         | 288,574 | +3.0% |
| 1990                         | 294,665 | +2.1% |
| 1995                         | 302,741 | +2.7% |
| 2000                         | 304,884 | +0.7% |
| 2005                         | 306,434 | +0.5% |
| 2010                         | 302,323 | −1.3% |
| 2015                         | 304,552 | +0.7% |
| 2020                         | 303,316 | −0.4% |
| Kurume population statistics |         |       |

## 기후
| 구루메시의 기후                                              | 구루메시의 기후 | 구루메시의 기후 | 구루메시의 기후 | 구루메시의 기후 | 구루메시의 기후 | 구루메시의 기후 | 구루메시의 기후 | 구루메시의 기후 | 구루메시의 기후 | 구루메시의 기후 | 구루메시의 기후 | 구루메시의 기후 | 구루메시의 기후 |
| 월                                                           | 1월             | 2월             | 3월             | 4월             | 5월             | 6월             | 7월             | 8월             | 9월             | 10월            | 11월            | 12월            | 연간            |
| ------------------------------------------------------------ | --------------- | --------------- | --------------- | --------------- | --------------- | --------------- | --------------- | --------------- | --------------- | --------------- | --------------- | --------------- | --------------- |
| 역대 최고 기온 °C (°F)                                       | 20.0 (68.0)     | 23.0 (73.4)     | 25.1 (77.2)     | 30.7 (87.3)     | 35.8 (96.4)     | 37.5 (99.5)     | 38.5 (101.3)    | 39.5 (103.1)    | 37.0 (98.6)     | 33.2 (91.8)     | 27.1 (80.8)     | 23.9 (75.0)     | 39.5 (103.1)    |
| 일평균 최고 기온 °C (°F)                                     | 10.1 (50.2)     | 11.8 (53.2)     | 15.4 (59.7)     | 21.0 (69.8)     | 25.9 (78.6)     | 28.2 (82.8)     | 31.8 (89.2)     | 33.1 (91.6)     | 29.3 (84.7)     | 24.2 (75.6)     | 18.1 (64.6)     | 12.3 (54.1)     | 21.8 (71.2)     |
| 일일 평균 기온 °C (°F)                                       | 5.6 (42.1)      | 6.9 (44.4)      | 10.2 (50.4)     | 15.2 (59.4)     | 20.0 (68.0)     | 23.5 (74.3)     | 27.3 (81.1)     | 28.2 (82.8)     | 24.5 (76.1)     | 19.1 (66.4)     | 13.2 (55.8)     | 7.7 (45.9)      | 16.8 (62.2)     |
| 일평균 최저 기온 °C (°F)                                     | 1.7 (35.1)      | 2.5 (36.5)      | 5.5 (41.9)      | 10.1 (50.2)     | 15.1 (59.2)     | 19.8 (67.6)     | 24.0 (75.2)     | 24.6 (76.3)     | 20.9 (69.6)     | 14.8 (58.6)     | 8.9 (48.0)      | 3.6 (38.5)      | 12.6 (54.7)     |
| 역대 최저 기온 °C (°F)                                       | −6.5 (20.3)     | −6.1 (21.0)     | −4.9 (23.2)     | −0.3 (31.5)     | 5.9 (42.6)      | 10.8 (51.4)     | 16.8 (62.2)     | 17.9 (64.2)     | 9.9 (49.8)      | 3.7 (38.7)      | −0.8 (30.6)     | −3.9 (25.0)     | −6.5 (20.3)     |
| 평균 강수량 mm (인치)                                        | 56.0 (2.20)     | 80.2 (3.16)     | 122.5 (4.82)    | 156.0 (6.14)    | 177.7 (7.00)    | 339.2 (13.35)   | 376.3 (14.81)   | 227.7 (8.96)    | 165.4 (6.51)    | 89.1 (3.51)     | 89.3 (3.52)     | 59.0 (2.32)     | 1,938.4 (76.31) |
| 평균 강수일수 (≥ 1.0 mm)                                     | 8.3             | 9.0             | 10.6            | 9.9             | 9.4             | 13.2            | 12.6            | 10.7            | 9.0             | 6.2             | 8.3             | 7.8             | 115             |
| 평균 월간 일조시간                                           | 125.6           | 138.6           | 170.0           | 186.6           | 191.9           | 125.3           | 173.6           | 204.6           | 178.4           | 185.2           | 147.9           | 131.3           | 1,963.9         |
| 출처: 일본 기상청 (평년값: 1991년~2020년, 극값: 1977년~현재) |                 |                 |                 |                 |                 |                 |                 |                 |                 |                 |                 |                 |                 |

## 자매 도시
- 일본 후쿠시마현 고리야마시
- 미국 캘리포니아주 모데스토
- 중국 안후이성 허페이시